# Oscar Espínola
Oscar Alcides Espínola (n. en Guarapé, Paraguay el 10 de mayo de 1976) es un exfutbolista paraguayo nacionalizado argentino que jugó como defensor en Gimnasia de Entre Ríos del Torneo Argentino A (torneo del interior del fútbol argentino). Hermano del futbolista de Arsenal de Sarandí, Darío Espínola.

## Trayectoria
Debutó como futbolista profesional en Argentina en Arsenal de Sarandí desde 1995 hasta 2003, en donde jugó en la Segunda División y en la Primera División del fútbol argentino, luego en 2003 pasó a jugar a UA Maracaibo de Venezuela.
En 2004 es comprado por la Universidad de Concepción de Chile, en ese mismo año vuelve a la Argentina para jugar en el Club Atlético Chacarita Juniors.
En 2005 pasó a jugar Oriente Petrolero de Bolivia hasta el 2006 donde tuvo buenas actuaciones, convirtiéndose en figura del club.
En 2006 fichó para Real Potosí de Bolivia y luego para el Club Destroyers del mismo país.
En 2008 jugó en Deportes Quindío de Colombia, allí solo jugo el Torneo Apertura.
Ese mismo año vuelve a la Argentina para jugar en el Club Deportivo Morón, en el gallo debutó el 30 de agosto de 2008, en donde igualó 0 a 0 frente a Nueva Chicago por la sexta fecha del torneo de la Primera B temporada 08/09.
En 2011, luego de mucho tiempo sin jugar, ficha por Gimnasia de Entre Ríos. Se desvinculó del equipo en el año 2012.
2014 Inactivo desde hace más de dos años por una lesión, retorna a la actividad en Argentino de Quilmes. Tiene 38 años y jugará con su sobrino, hecho que tiene antecedentes familiares, ya que junto a su hermano Darío lograron el ascenso con Arsenal en 2002.

## Clubes
| Club                                        | País      | Año             |
| ------------------------------------------- | --------- | --------------- |
| Arsenal de Sarandí                          | Argentina | 1995 - 2003     |
| Unión Atlético Maracaibo                    | Venezuela | 2003            |
| Universidad de Concepción                   | Chile     | 2004            |
| Chacarita Juniors                           | Argentina | 2004            |
| Oriente Petrolero                           | Bolivia   | 2005 - 2006     |
| Real Potosí                                 | Bolivia   | 2006            |
| Destroyers                                  | Bolivia   | 2007            |
| Deportes Quindío                            | Colombia  | 2008            |
| Deportivo Morón                             | Argentina | 2008 - 2009     |
| Gimnasia y Esgrima (Concepción del Uruguay) | Argentina | 2011 - 2012     |
| Argentino de Quilmes                        | Argentina | 2015 - presente |